# Petersburg (Illinois)
Petersburg és una població dels Estats Units a l'estat d'Illinois. Segons el cens del 2000 tenia 2.299 habitants.

## Demografia
Segons el cens del 2000, Petersburg tenia 2.299 habitants, 997 habitatges, i 612 famílies. La densitat de població era de 657,5 habitants/km².
Dels 997 habitatges en un 31,6% hi vivien nens de menys de 18 anys, en un 44,8% hi vivien parelles casades, en un 13,7% dones solteres, i en un 38,6% no eren unitats familiars. En el 35,7% dels habitatges hi vivien persones soles el 18% de les quals corresponia a persones de 65 anys o més que vivien soles. El nombre mitjà de persones vivint en cada habitatge era de 2,23 i el nombre mitjà de persones que vivien en cada família era de 2,89.
Per edats la població es repartia de la següent manera: un 24,5% tenia menys de 18 anys, un 8,2% entre 18 i 24, un 27,4% entre 25 i 44, un 20,7% de 45 a 60 i un 19,2% 65 anys o més.
L'edat mediana era de 38 anys. Per cada 100 dones de 18 o més anys hi havia 79 homes.
La renda mediana per habitatge era de 34.688 $ i la renda mediana per família de 42.500 $. Els homes tenien una renda mediana de 32.292 $ mentre que les dones 22.396 $. La renda per capita de la població era de 18.718 $. Aproximadament el 13,8% de les famílies i el 16% de la població estaven per davall del llindar de pobresa.

## Poblacions més properes
El següent diagrama mostra les poblacions més properes.